# Cephalotes targionii
Cephalotes targionii é uma espécie de inseto do gênero Cephalotes, pertencente à família Formicidae.